# De Boerderij (restaurant)
De Boerderij was een restaurant in Amsterdam, Nederland. Het had één Michelinster in de perioden 1961-1967 en 1980-1985.
In de eerste Michelin ster-periode was Herman Wunneberg de chef-kok. Hij had De Boerderij in 1956 gekocht en daarna van een bar veranderd in een restaurant. In de tweede ster-periode was zijn zoon Ruud Wunneberg de chef-kok en eigenaar van het restaurant. Hij sloot het restaurant in 1985.
Onder de koks die hun opleiding kregen bij De Boerderij was Jonnie Boer. Hij werkte en leerde daar van 1982 tot de sluiting van het restaurant in 1985.
De kaart was Frans georiënteerd. Het restaurant waar vader en zoon Wunneberg kookten maakte reclame met de belofte dat diepvries en blik, tenzij geheel onvermijdelijk, "taboe" waren en uitsluitend verse groenten werden geserveerd. In die tijd werd in veel Nederlandse restaurants doperwtjes en haricot verts uit blik geserveerd. Dat waren indertijd de "restaurantgroenten" bij uitstek.